# Lilltjärnen (Ragunda socken, Jämtland, 700695-152463)
Lilltjärnen är en sjö i Ragunda kommun i Jämtland och ingår i Indalsälvens huvudavrinningsområde.